# أتان (أسطورة)
أتان (حمار) (بالإنجليزية: Ass)‏ حيوان ثديي يشبه الحصان بأذنين عريضتين، وشعر منتصب على العنق، مشهور بغبائه، وعناده، وصبره. ويظهر في كثير من الأساطير والتراث الشعبي في العالم. وهو يرتبط في الأساطير المصرية القديمة بالإله الشرير ست Set. أما في الأساطير اليونانية يرتبط بديونسيوس، طیفون، وکردتوس. كما يظهر في العهد القديم وفي حكايات إيسوب، فجاء في سفر العدد: أبصرت الأتان ملاك الرب واقفا في الطريق وسيفه مسلول في يده، فمالت الأتان عن الطريق، ومشت في الحقل ( عدد 22 : 23-26 ). وفيه أيضا أن الأتان يتكلم ففتح الرب فم الأتان فقالت لبلعام: ماذا صنعت بك حتی ضربتني (عدد 23 : 28). فيهوه إله يتحدث إلى بلعام Balaam من خلال الأتان.

الأتان ليس اسطورة بل هو أنثى الحمار